# Niedokrwistość Fanconiego
Niedokrwistość Fanconiego (ang. Fanconi anemia) – uwarunkowana genetycznie postać wrodzonej niedokrwistości aplastycznej, przebiegająca z malformacjami kośćca, wadami nerek i serca oraz predyspozycją do nowotworów. Chorobę jako pierwszy opisał szwajcarski pediatra Guido Fanconi w 1927 roku.
Jest chorobą rzadko występującą (na świecie opisano około 1200 przypadków).
Niedokrwistość Fanconiego jest heterogenną genetycznie grupą chorób, do tej pory zidentyfikowano przynajmniej 13 genów, których mutacje mogą ją wywoływać. Typy choroby oznaczane są A, B, C, D1, D2, E, F, G, I, J, L, M i N. Typ B wywołany mutacjami w genie FANCB jest jedyną postacią niedziedziczoną w sposób autosomalny recesywny, lecz sprzężoną z chromosomem X.
| Gen              | OMIM        | Locus   |
| ---------------- | ----------- | ------- |
| FANCA            | OMIM*607139 | 16q24.3 |
| FANCB            | OMIM*300515 | Xp22.31 |
| FANCC            | OMIM+227645 | 9q22.32 |
| FANCD2           | OMIM+227646 | 3p25.3  |
| FANCE            | OMIM+600901 | 6p21.31 |
| FANCF            | OMIM+603467 | 11p14.3 |
| FANCG (XRCC9)    | OMIM+602956 | 9p13.3  |
| FANCI (KIAA1794) | OMIM*611360 | 15q26.1 |
| FANCL (PHF9)     | OMIM+608111 | 2p16.1  |
| FANCM            | OMIM+609644 | 14q21.3 |
| FANCN (PALB2)    | OMIM*610355 | 16p12.1 |

## Objawy
Klasyczne anomalie rozwojowe w niedokrwistości Fanconiego to:
- niski wzrost
- nieprawidłowy kciuk (brak lub hipoplazja)
- mikrocefalia
- przebarwienia skóry
- charakterystyczny wygląd twarzy (szeroka nasada nosa, mikrognacja)

Mogą również występować:
- nieprawidłowości kości ramiennej i kości nadgarstka
- dysplazja stawów biodrowych
- wady serca
- niedorozwój gruczołów płciowych
- wady układu moczowego
- zaburzenia układu nerwowego
- upośledzenie umysłowe
- zaburzenia słuchu i wzroku

## Leczenie
Jedyną metodą dającą szansę wyleczenia jest przeszczep szpiku. Próby terapii genowej pozostają w fazie badań.
Metodą zachowawczą, jednak dającą wiele objawów ubocznych, jest stosowanie syntetycznych pochodnych androgenów.